# مهین نویدی
مهین نویدی چهره‌پرداز سینما اهل ایران است.

## فیلم‌شناسی

### طراح چهره‌پردازی
- از یادها رفته (۱۳۹۷)
- پشت دیوار سکوت (۱۳۹۵)
- ۳۶۰ درجه (۱۳۹۳)
- ایران برگر (۱۳۹۳)
- ع ش ق (۱۳۹۳)
- اشباح (۱۳۹۲)
- لاله (۱۳۹۲)
- عملیات مهد کودک (۱۳۹۱)
- هیس! دخترها فریاد نمی‌زنند (۱۳۹۱)
- اکباتان (۱۳۹۰)
- شبکه (۱۳۹۰)
- گزارش یک جشن (۱۳۸۹)
- ازدواج در وقت اضافه (۱۳۸۸)
- شکلات داغ (۱۳۸۸)
- پاتو زمین نذار (۱۳۸۷)
- خیابان بیست و چهارم (۱۳۸۷)
- دعوت (۱۳۸۷)
- دلخون (۱۳۸۷)
- شکار روباه (۱۳۸۷)
- خروس جنگی (۱۳۸۶)
- میوه ممنوعه (۱۳۸۶) (مجموعه تلویزیونی)
- صد سال به این سال‌ها (۱۳۸۶)
- ارتفاع ۶/۴۵ (۱۳۸۵)
- ازدواج به سبک ایرانی (۱۳۸۳)
- باغ‌های کندلوس (۱۳۸۳)
- در به درها (۱۳۸۳)
- رازها (۱۳۸۳)
- مهمان مامان (۱۳۸۲)
- غوغا (۱۳۸۱)
- بمانی (۱۳۸۰)
- مربای شیرین (۱۳۸۰)
- نگین (۱۳۸۰)
- همکلاس (۱۳۸۰)
- از صمیم قلب (۱۳۷۹)
- ازدواج غیابی (۱۳۷۹)
- آسمان پرستاره (۱۳۷۸)
- دختران انتظار (۱۳۷۸)
- آشوبگران (۱۳۷۷)
- سیب سرخ حوا (۱۳۷۷)
- شور زندگی (۱۳۷۷)
- آن سوی آینه (۱۳۷۶)
- ماه پیشونی (۱۳۷۴)
- الو! الو! من جوجوام (۱۳۷۳)

## جوایز
- برنده سیمرغ بلورین بهترین چهره‌پردازی برای فیلم ایران برگر در سی و سومین دوره جشنواره فیلم فجر - ۱۳۹۳
- برنده جایزه تندیس بهترین چهره‌پردازی برای فیلم صد سال به این سال‌ها در دوازدهمین دوره جشن خانه سینما - ۱۳۸۷